# 聖・ドラゴンガール
『聖♥ドラゴンガール』（セイント・ドラゴンガール、St.♥Dragon Girl）シリーズは、松本夏実による日本の少女漫画作品。

## 概要
「りぼんオリジナル」1999年10月号から「りぼん」2005年8月号にかけて、集英社の漫画雑誌「りぼん」とその増刊枠（「りぼんオリジナル」含む）に発表された。
単行本は、りぼんマスコットコミックス（集英社）からシリーズ合計13巻刊行された。内訳は『聖♥ドラゴンガール』が全8巻、『聖♥ドラゴンガールみらくる』が全5巻。略称はそれぞれ『聖ドラ』、『ドラみら』。
武術家の娘の仙堂桃花と、その娘の杏樹との、2世代にわたる物語。

## 内容

### 聖♥ドラゴンガール
横浜を舞台に、拳法の達人・仙堂桃花と呪術師の少年・煌竜牙が、力をあわせて(?)悪霊を倒していく。

### 聖♥ドラゴンガールみらくる
鎌倉を舞台に、桃花と竜牙の間の娘･仙堂杏樹が、四神を司る4つのペンダントをめぐる学校間の抗争に巻き込まれていく。

## 登場人物

### 聖♥ドラゴンガールの登場人物
仙堂 桃花（せんどう ももか）
おうし座の5月1日生まれ。O型。横浜育ち。武術家の娘で、家の道場では師範代を務める。本人の実力もかなりのもの。正義感が強く、困っている人を見捨てることが出来ない優しい性格。しかし、頭に血がのぼりやすいきらいがある。また嫉妬絡みの妄想癖がある（内容は全て竜牙が絡んでいる）。拳法部の女子部長が転校したため、その後任を務める。小4から竜牙に片想い中だったが、後に結婚した。竜牙が召喚した守護聖龍が憑いている。自力で聖龍の封印・解除が行えなかったが、香港で特訓したことにより、会得する。大のパンダ好き。貧乳。
杏樹編ではドラゴン桃花の通称をもち、テレビにも登場する拳法家となっている。娘の様子を見にパンダの着ぐるみ姿で青龍学園に出没し、いじめっ子や問題児を撃退する「正義のパンダ」として学園内を騒がせていたことも。
煌 竜牙（こう りゅうが）
しし座の8月19日生まれ。B型。中国生まれ、横浜育ち。呪術師。呪術を使いこなし、占いも出来る。守護聖龍を呼び出し、自分の中に取り込もうとしたが、現場に駆け込んできた桃花の勘違いから彼女に突き飛ばされ、その龍は彼女の中に取り込まれてしまった。しかし最終的に、自らの中に「伝説の聖龍」と言われる黄金の龍をおろすことに成功する。桃花の聖龍を使う際は彼女の額に剣印を当て解除呪文を唱える。桃花の怒りを買いかねない暴言を吐いては、彼女に半殺しにあってばかりいるが、いざとなったら桃花を命がけで助ける。後に桃花と結婚し、一人娘・杏樹をもうける。
煌 春蘭（こう しゅんらん）
うお座の3月17日生まれ。A型。桃花の親友。竜牙のいとこ。日本人と華僑のハーフ。強い霊媒体質で昔から桃花や竜牙に守ってもらってきた。幽体離脱してしまった魂を引き戻した縁から、悟朗という青年と付き合うようになった。幽霊が見えるようになる術や、竜牙の得意技「煌家流剪紙成兵術（こうけりゅうせんしせいへいじゅつ）」などの簡単な術も使える。拳法部員。
煌 雷華（こう らいか）
おひつじ座の4月10日生まれ。AB型。香港からの転校生。竜牙の親戚。美人な上に桃花と渡り合えるほどの拳法の達人。ピアノや書道もたしなむ。香港系中国人なのに、なぜか寿司を握るのが上手い。生まれつきの放電体質。龍憑きではないが雷龍を召喚でき、初召喚に応じてやってきた雷紋という子供の雷龍にまとわりつかれている。竜牙の（自称）婚約者。一人称は「ボク」。
煌 虹龍（こう こうりゅう）
さそり座の11月14日生まれ。A型。香港系中国人。香港在住。煌家本家（作中では「香港煌家」と呼ばれる）の跡取り。10歳にして龍を降ろしてしまったというほどの呪術の才能の持ち主。春蘭曰く「蛇のようにしつこい性格」。龍が憑いてしまった桃花に目をつけるが……。
乾 アゲハ（いぬい アゲハ）
さそり座の11月3日生まれ。B型。桃花の親友。拳法道場の娘。サバサバした性格のアネゴ肌。恋には積極的で、片思い中の正午にも自ら告白し、晴れて付き合う。
白井 冬夜（しらい とうや）
みずがめ座の2月18日生まれ。AB型。中国出身。黒龍派の父親に黒龍を憑けるため幽天玄女として育てられる。しかし黒龍復活に失敗した。パワーでは竜牙に負けるが妖怪を操れる。特技は変身。桃花が好きだったが諦める。秋良とつるむことが多い。
御門 秋良（みかど あきら）
やぎ座の1月4日生まれ。A型。桃花の後輩。少々変わった子。陰陽師の一族出身で、丑の刻参りでの呪いが得意。竜牙の事が好きで桃花と竜牙の恋を邪魔するが最後にはあきらめる。
火神 真王（ひかみ まお）
いて座の12月5日生まれ。青年魔術師。魔物の血をひいている。魔術を使って博物館の恐竜の骨を操り、騒動を起こした。
火神 美王（ひかみ みお）
おひつじ座の4月10日生まれ。真王の妹。兄よりも強い魔術を操ることが出来る。魔術を使って強引に竜牙に迫ったが、桃花との強い絆を見て諦める。
ロンロン
パンダのぬいぐるみ。もともとは竜牙の中国のお土産で、その後桃花の所有物になった。桃花を慕っている。さらに後にパンダ大王の魂が入り、その結果、自らの意思で行動し、ものが言えるようになる。一人称は「ボク」。口癖は「なのだ」。
紫王（しおう）
桃花に憑く聖龍。推定年齢3千歳の雄。人型の時は長い銀髪に紫の瞳の美青年。初登場時、妖花の店の桃香水（魔物に対して媚薬効果がある）に酔っていた。
黄珠（こうじゅ）
竜牙に憑く聖龍。推定年齢5千歳の雌。黄金色に輝く聖龍で強大な力を持つ。人型の時は長い金髪に金の瞳の美女。怒ると怖く、紫王でも頭が上がらないらしい。

### 聖♥ドラゴンガールみらくるの登場人物

#### 青龍学園
鎌倉にある中高一貫の学校。寮がある。
仙堂 杏樹（せんどう あんじゅ）
うお座の3月17日生まれ。O型。身長は152cmで、体重は38〜40kg。桃花と竜牙の間に生まれた娘（日本人と中国人のハーフ）。通称「杏」。戸籍上は父方の姓だが、画数がよいので母方の姓を名乗る。普段はドジで泣き虫な性格だが、母親から正義感の強さと優しさを受け継いだ。
実は生まれたときから聖龍が憑いていたものの、乳幼児の時点ではうまくコントロール出来なかったので、5歳のときに父親の手でペットのインコに封印しかえた。しかし、それゆえに拳法や呪術もまともに使えぬドジっ娘になってしまった。そのせいで幼い頃は周囲から両親と比べられていじめを受けていたが、その度に両親が拳法や（主に小型だが人相が悪い凶悪なパンダを呼び出す）呪術を用いて仇討ちをしてくれた。父親から教えてもらった呪文で聖龍と合体し、変身することが出来る。件の聖龍・来夢と数々の修羅場をくぐりぬけ、成長していく。
雅から朱雀のペンダントを譲り受ける。一時は蓮と隆司の間で揺れるが、最終的には隆司と付き合う。2年次には生徒会長となっており、ドラゴンガール時代と同様にナイスバディに成長している。
ドラゴンガール
杏樹が呪文により来夢と合体した姿。変身時は髪が長く容姿は大人びており、身長や体型も大きく変わるナイスバディになる。非常に高い戦闘力を持ち、学園に潜む悪を成敗している。また、来夢の力で一時的にだが羽を生やし、飛ぶこともできる。合体を解く時も呪文を唱える。
高羽 隆司（たかば りゅうじ）
いて座の11月29日生まれ。A型。青龍学園の副会長。警備隊長も務めている。実は、龍を飼っていたという騎龍一族の末裔。さらに、実の両親を交通事故で亡くしている（そのため孤児として当時の家政婦に引き取られた）。ドラゴン桃花のファンで、小学生になるかならないかの頃、弟子入りしようと鎌倉から横浜まで一人旅をし、中学生に絡まれたところを杏に助けられたこともある。好物は唐揚げ。とても明るい性格で青龍生徒会のムードメーカー。巨乳好きで、好みのタイプはドラゴンガール。
夏王院 蓮（かおういん れん）
やぎ座の12月25日生まれ。AB型。青龍学園の生徒会長。クールで優しくて責任が強い。少し怒りっぽい。顔がいいので結構モテる。その面影は竜牙に似ており、杏樹と桃花に間違えられた事もある。ペンダントを狙う玄武学園の一派に襲撃された際、幻覚を見せる薬を混ぜた煙幕や術の影響で、杏樹（ドラゴンガール）にキスしたことがある。杏樹の事が好きだったが、杏樹は自分でなく隆司が好きだということに気付き、自ら身をひいた。中国・夏王朝の末裔。
来夢（らいむ）
杏樹と行動を共にする小鳥（インコ）。もともとは桃林学園高等部の拳法部で卵から孵したあと、桃花と竜牙に託された小鳥。現在は杏樹に憑いていた聖龍が封印されている。人間の形に変化できるが、大きさは猫くらいにまでしかなれない（杏の特訓のため成人バージョンに変化したこともあるが、力が足りないため1分しか持たない）。常に食べ続けていないと変身が保たない。しかし小鳥の時と同じように空を飛ぶことが出来る。主の杏樹と共に数々の修羅場をくぐりぬけ成長した。口癖は「でしゅ」。
紅椿 彩女（べにつばき あやめ）
美化委員長。杏曰く「彼女ににらまれると大変なことになる」らしい。隆司が好きで、隆司に気に入られている杏のことが気に入らない。コスプレクィーンコンテストでは隆司の勧めによりハートの女王を演じる。
市川 梨生（いちかわ りお）
おとめ座の9月1日生まれ。小学校からの杏樹の親友で、演劇部所属。口が達者で、男子にいじめられていた杏樹をかばい続けてきた、活発な少女。桃花とも顔見知り。5月の演劇で主人公「ムーラン」を演じた。

#### 白虎学園
西遠寺 虎太郎（さいおんじ こたろう）　
病弱で1年遅れたが、IQ200の天才児。勇虎の双子の兄。杏に好意を抱いている。勘が鋭く、ドラゴンガールの正体が杏であることを見抜いた。
西遠寺 勇虎（さいおんじ ゆうこ）
青龍学園と敵対する白虎学園の生徒会長。虎太郎の双子の弟。兄と比べると長身。

#### 朱雀学園
湘南にあるお嬢様学校。
宝条 雅（ほうじょう みやび）
蓮の知人で、女子校である朱雀学園をまとめる生徒会長。容姿端麗・成績優秀。いつも孔雀と親衛隊を連れている。杏を気に入っており、朱雀のペンダントを託す。
紅村 忍（べにむら　しのぶ）
朱雀学園生徒会書記。朱雀学園のペンダントを無断拝借し、「怪盗X」を名乗って青龍学園のペンダントを狙った（その時は、変装して病欠がちの1年生「さやか」に成りすました）。その後、朱雀学園で杏樹たちと顔をあわせた際もカツラと眼鏡で変装していたので、変装はおそらく特技。雅を慕っている。

#### 玄武学園
四神のペンダントを集めるために、青龍学園をたびたび襲う。
海音寺 澪（かいおんじ みお）
玄武学園から青龍学園に送り込まれてきた少女。容姿端麗で文武両道。杏樹と壮絶な拳法マッチを繰り広げたことがある。実は隆司の親戚。また、玄武学園では「桐生真矢」という偽名を名乗っていて、生徒会長である。
眠（ねむり）
下の名前は不明。龍玉（ペンダント）を狙う一味のリーダー。

## 書誌情報
- 松本夏実 『聖♥ドラゴンガール』 集英社〈りぼんマスコットコミックス〉、全8巻
  1. 2000年9月19日第1刷発行、ISBN 4-08-856228-3
  2. 2001年4月18日第1刷発行、ISBN 4-08-856276-3
  3. 2001年8月12日第1刷発行、ISBN 4-08-856304-2
  4. 2002年1月20日第1刷発行、ISBN 4-08-856343-3
  5. 2002年5月20日第1刷発行、ISBN 4-08-856372-7
  6. 2002年10月20日第1刷発行、ISBN 4-08-856409-X
  7. 2003年3月19日第1刷発行、ISBN 4-08-856446-4
  8. 2003年9月17日第1刷発行、ISBN 4-08-856490-1
- 松本夏実 『聖♥ドラゴンガールみらくる』 集英社〈りぼんマスコットコミックス〉、全5巻
  1. 2004年2月18日第1刷発行、ISBN 4-08-856521-5
  2. 2004年7月20日第1刷発行、ISBN 4-08-856550-9
  3. 2004年11月20日第1刷発行、ISBN 4-08-856571-1
  4. 2005年4月20日第1刷発行、ISBN 4-08-856601-7
  5. 2005年10月19日第1刷発行、ISBN 4-08-856643-2